# Ван Хао (прыгунья в воду)
Ван Ха́о (кит. упр. 汪皓, пиньинь Wāng Hào, род.26 декабря 1992) — китайская прыгунья в воду, олимпийский чемпион и чемпион мира.
Ван Хао родилась в 1992 году в Тяньцзине. На Олимпийских играх 2008 года она уступила своим более именитым соперницам, но в 2010 году завоевала золотую и серебряную медали Азиатских игр, в 2011 году стала чемпионкой мира, а в 2012 году, наконец, завоевала золотую олимпийскую медаль.